# 모젠
모젠은 현대자동차그룹의 텔레매틱스 서비스이다.

## 같이 보기
- 케이티에프
- 엘지텔레콤